# Elektrownia jądrowa Kashiwazaki-Kariwa
Elektrownia atomowa Kashiwazaki-Kariwa (jap. 柏崎刈羽原子力発電所 Kashiwazaki-Kariwa genshiryoku-hatsudensho) – japońska elektrownia atomowa należąca do Tokyo Electric Power Company (TEPCO). Znajduje się w miastach Kashiwazaki i Kariwa, w prefekturze Niigata. Została wybudowana w latach 1980-1985.

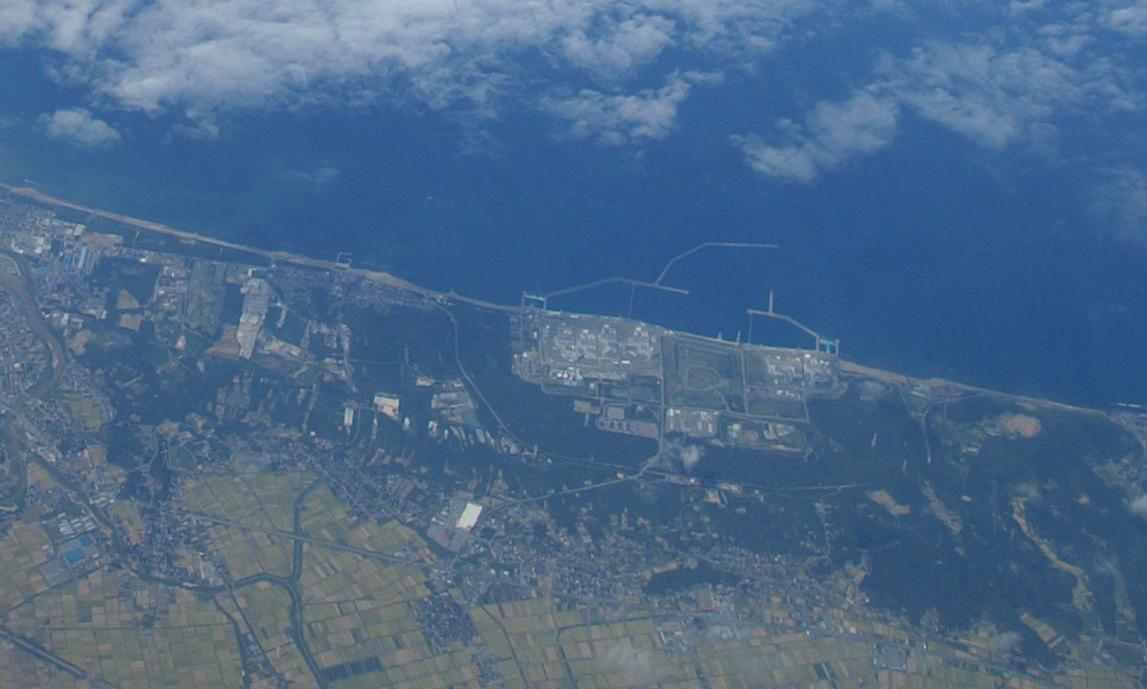
Elektrownia atomowa Kashiwazaki-Kariwa

Do chwili jej wyłączenia w 2011 była największą elektrownią jądrową pod względem produkcji energii. Posiada pięć reaktorów BWR o mocy netto 1067 MW każdy oraz dwa ABWR o mocy netto 1315 MW każdy. Całkowita moc przy uruchomionych wszystkich siedmiu reaktorach wynosiła 7965 MW.
Na skutek trzęsienia ziemi u wybrzeży Chūetsu w lipcu 2007 elektrownia wstrzymała działanie, gdyż trzęsienie przekroczyło granice bezpieczeństwa. Reaktory zostały ponownie włączone w latach 2009-2010. Ponowne wyłączenie wszystkich reaktorów miało miejsce w marcu 2011 po trzęsieniu ziemi u wybrzeży Honsiu. Choć sama elektrownia nie została w żaden sposób naruszona, podjęto decyzję o rutynowym jej wygaszeniu, a lokalne władze nie dopuściły do ponownego jej uruchomienia. Wszystkie reaktory są wyłączne.
Na kwiecień 2020 planowano ponowne uruchomienie reaktorów ABWR 6 i 7, jednak japoński urząd energii jądrowej NRA zakazał firmie Tokyo Electric Power Co (TEPCO) dostarczania paliwa jądrowego do elektrowni Kashiwazaki-Kariwa i umieszczania go w reaktorach.